# Парк (округ, Индиана)
Парк (англ. Parke County) — округ в штате Индиана, США. Официально образован в 1821 году. По состоянию на 2010 год, численность населения составляла 17 339 человек.

## География
По данным Бюро переписи США, общая площадь округа равняется 1 165,449 км2, из которых 1 151,671 км2 суша и 13,779 км2 или 1,180 % это водоёмы.

## Климат
Климат в этой области характеризуется жарким влажным летом и, как правило, мягкой или прохладной зимой. Согласно системе классификации климатов Кёппена, в округе Парк влажный субтропический климат, сокращенно обозначаемый аббревиатурой «Cfa» на климатических картах.

## Население
По данным переписи населения 2000 года в округе проживает 17 241 жителей в составе 6 415 домашних хозяйств и 4 625 семей. Плотность населения составляет 15,00 человек на км2. На территории округа насчитывается 7 539 жилых строений, при плотности застройки около 6,60-ти строений на км2. Расовый состав населения: белые — 96,43 %, афроамериканцы — 2,15 %, коренные американцы (индейцы) — 0,25 %, азиаты — 0,18 %, гавайцы — 0,02 %, представители других рас — 0,23 %, представители двух или более рас — 0,75 %. Испаноязычные составляли 0,60 % населения независимо от расы.
В составе 30,50 % из общего числа домашних хозяйств проживают дети в возрасте до 18 лет, 59,90 % домашних хозяйств представляют собой супружеские пары проживающие вместе, 8,30 % домашних хозяйств представляют собой одиноких женщин без супруга, 27,90 % домашних хозяйств не имеют отношения к семьям, 24,10 % домашних хозяйств состоят из одного человека, 11,60 % домашних хозяйств состоят из престарелых (65 лет и старше), проживающих в одиночестве. Средний размер домашнего хозяйства составляет 2,51 человека, и средний размер семьи 2,97 человека.
Возрастной состав округа: 23,90 % моложе 18 лет, 7,30 % от 18 до 24, 28,70 % от 25 до 44, 25,40 % от 45 до 64 и 14,70 % от 65 и старше. Средний возраст жителя округа 39 лет. На каждые 100 женщин приходится 91,20 мужчин. На каждые 100 женщин старше 18 лет приходится 85,80 мужчин.
Средний доход на домохозяйство в округе составлял 35 724 USD, на семью — 40 656 USD. Среднестатистический заработок мужчины был 32 578 USD против 20 968 USD для женщины. Доход на душу населения составлял 16 986 USD. Около 9,30 % семей и 11,50 % общего населения находились ниже черты бедности, в том числе — 18,30 % молодежи (тех, кому ещё не исполнилось 18 лет) и 8,90 % тех, кому было уже больше 65 лет.